# Cryptoscatomaseter hubbeli
Cryptoscatomaseter hubbeli är en skalbaggsart som beskrevs av Paul E.Skelley och Robert E. Woodruff 1991. Cryptoscatomaseter hubbeli ingår i släktet Cryptoscatomaseter och familjen Aphodiidae. Inga underarter finns listade i Catalogue of Life.